# Административное деление Мартиники

Административное деление Мартиники

Административное деление Мартиники — состоит из 4-х округов французского департамента Мартиники:
1. округ Фор-де-Франса (префектура отдела Мартиники: Фор-де-Франс) с 16 кантонами и 4 коммунами. Население района было 163 969 человек в 1990, и было 166 139 человек в 1999, увеличение 1,32 %.
2. округ Ла-Трините (супрефектура: Ла-Трините) с 11 кантонами и 10 коммунами. Население района было 78 922 человек в 1990, и было 85 006 человек в 1999, увеличение 7,71 %.
3. округ Ле-Марен (супрефектура: Ле-Марен) с 13 кантонами и 12 коммунами. Население района было 93 345 человек в 1990, и было 106 818 человек в 1999, увеличение 14,43 %.
4. округ Сен-Пьер (супрефектура: Сен-Пьер) с 5 кантонами и 8 коммунами. Население района было 23 336 человек в 1990, и было 23 464 человек в 1999, увеличение 0,55 %.

| № | Округ         | Административный центр | Площадь, км² | Население, чел. (2011) | Плотность, чел./км² |
| - | ------------- | ---------------------- | ------------ | ---------------------- | ------------------- |
| 1 | Фор-де-Франса | Фор-де-Франс           | 171          | 163 654                | 957,04              |
| 2 | Ла-Трините    | Ла-Трините             | 338          | 84 018                 | 248,57              |
| 3 | Ле-Марен      | Ле-Марен               | 409          | 121 136                | 296,18              |
| 4 | Сен-Пьер      | Сен-Пьер               | 210          | 23 483                 | 111,82              |
|   | Всего         |                        | 1128         | 392 291                | 347,78              |